# Гасер (револвер)
Гасер модел 1870 (енгл. Gasser M1870), аустроугарски револвер из 19. века, први службени револвер аустроугарске војске.

## Историја
Аустријска фирма Леополда Гасера из Беча навелико је производила револвере у последњој четвртини 19. века. Производња револвера почела је од 1867. са револверима типа Лефоше, а први оригинални аустријски револвер ушао је у производњу 1870. године. Пошто је капацитет производње Гасерове бечке фабрике био ограничен, многи револвери овог типа произведени су у Лијежу у Белгији, који је у то време био главни центар индустрије револвера у Европи.

### Гасер модел 1870
Први Гасерови револвери били су масивни војнички модели из 1870. године, калибра 11 мм, дужине 375 мм, са 5 метака, отвореним рамом и обарачем двоструког дејства. Постојала је сигурносна кочница испод цилиндра, са десне стране. Цев је била причвршћена као код Лефошеовог револвера - ребро испод цеви имало је нарезану рупу која се навртала на осовину добоша, а придржавао га је на месту завртањ који је држао ребро за оквир револвера испод добоша. Избацивач чаура био је десно од цеви, на фиксираном јарму.
Цев је временом скраћена на 185 mm, а онда на 127 mm (са укупном дужином од 325 mm, односно 267mm). Тело најранијих револвера прављено је од гвожђа, који је замењен челиком од модела 1870/74.

### Гасер-Кропатчек
Знатно лакши официрски модел револвера, познат као Гасер-Кропатчек, калибра 9 мм, укупне дужине 235 мм и тежине свега 770 грама. Разликовао се од војничког револвера само по димензијама.

### Модели са затвореним рамом
Упоредо са развојем великих, војничких револвера, фирма Гасер производила је и мање и лакше револвере са затвореним рамом, намењене цивилном тржишту и официрима. Такви су били Гасеров мали жандармеријски модел (дужине 187 мм и калибра 9 мм, без избацивача чаура) и полицијски модел (дужине 225 мм и калибра 9 мм, са избацивачем са опругом десно од цеви). Гасеров усавршени војни модел из 1873, дужине свега 242 мм са 5 метака калибра 11 мм, имао је затворен рам и избацивач монтиран на јарму испод цеви, који се могао избацити удесно по потреби.

### Црногорски модел
Гасеров први Црногорски модел, калибра 11 мм, са 5 метака, разликовао се од модела 1870/74 углавном у облику избацивача чаура, који се могао избацити удесно по потреби, али је обично био смештен испод цеви као продужетак осовине добоша. Ово је олакшавало ношење револвера за појасом, како је био обичај у Црној Гори.

### Са аутоматским избацивачем чаура
Гасеров војнички или Црногорски модел из 1880 (калибра 11,3 мм, са цеви дужине 133 или 235 мм) имао је аутоматски систем за избацивање чаура сличан револверу Смит и Весон модел 3. Тело револвера било је спојено шарком испред и испод добоша, тако да се отварало бравом са десне стране изнад ороза и преламало наниже, при чему би звездасти избацивач чаура аутоматски избацио садржај добоша. Популарно је назван Црногорски модел зато што је црногорска милиција (у ствари сви одрасли Црногорци) од 1889. по закону била обавезна да га поседује, по одлуци кнеза Николе који је добијао проценат од продаје од фирме Гасер.

## У Србији
Револверима типа Гасер били су наоружани сви припадници Чувара јавне безбедности (3 ескадрона, укупно 370 људи), прве коњичке жандармерије у Србији (1882-1884).
После Тимочке буне (1883), преки суд у Зајечару процењивао је вредност ових револвера на 72 ондашња динара. Поређења ради, јахаћи коњ са седлом процењиван је у то време на 168-200 динара, док су старе војничке пушке, пибодовке, процењиване на 5 динара.